# Katherine Scholes
Pour les articles homonymes, voir Scholes.
Œuvres principales
- La Dame au sari bleu
- Le Caméléon bleu

Katherine Anne Scholes, née le 5 juillet 1959 dans la région de Dodoma en Tanzanie, est une écrivaine australienne.

## Biographie
Née le 5 juillet 1959 en Tanzanie, Katherine Scholes y a passé la majeure partie de son enfance avant de partir en Angleterre, puis en Tasmanie. Elle est auteur des romans La Dame au sari bleu, La Reine des pluies et La Femme du marin. Elle a également écrit plusieurs livres pour enfants, dont Peacetimes, Une baleine sur le sable et un roman pour jeunes adultes Le Caméléon bleu, qui a remporté un prix littéraire de l'État de Nouvelle-Galles du Sud. Tous ses livres ont été traduits dans de nombreuses langues. Katherine Scholes travaille également dans l'industrie cinématographique. Elle vit en Tasmanie avec son mari cinéaste Roger Scholes et leurs deux fils.

## Œuvres

### Romans
- La Dame au sari bleu, Belfond, 2005 ((en) Make me an Idol, 1996)
- La Reine des pluies, Belfond, 2003 ((en) The Rain Queen, 2000)
- La Femme du marin, Belfond, 2007 ((en) The Stone Angel, 2006)
- Les Amants de la terre sauvage, Belfond, 2010 ((en) The Hunter’s Wife, 2008)
- La Lionne, Belfond, 2013 ((en) Lioness, 2011)
- Les Fleurs sauvages des bougainvilliers, Belfond, 2015 ((en) The Perfect Wife, 2013)
- Leopard Hall, Belfond, 2017 ((en) Congo Dawn, 2017)

Le berceau du monde éditions Belfond  2020 (traduction française 2021)

### Œuvres pour la jeunesse
- Une baleine sur le sable, J'ai lu, 2003 ((en) The Boy and the Whale, 1986)
- (en) The Landing: A Night of Birds, 1987
- Le Caméléon bleu, Hachette Jeunesse, 1993 ((en) The Blue Chameleon, 1989)
- (en) Peacetimes, 1989
- (en) Peace Begins with You, 1990